# U-Boot

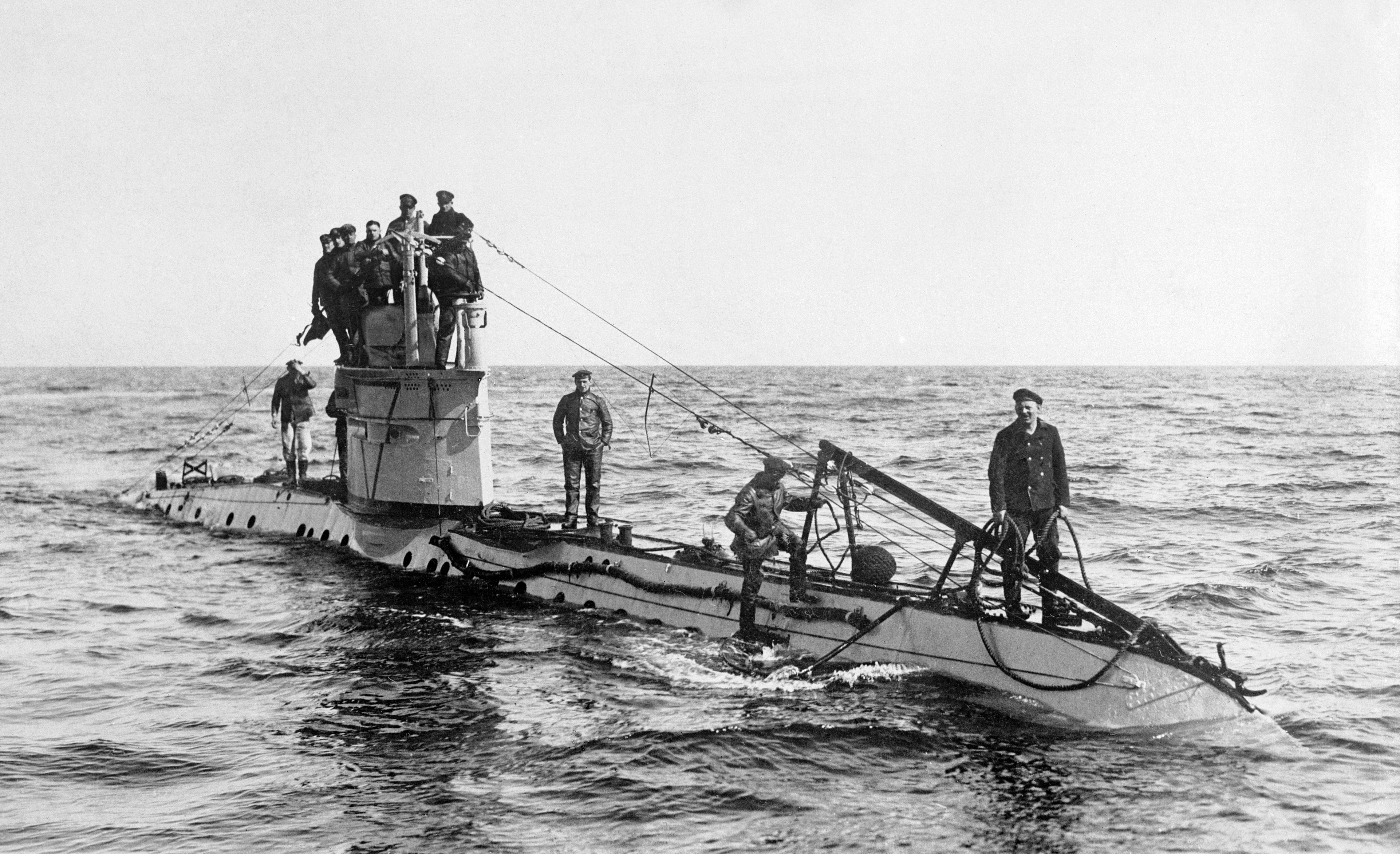
Підводний човен SM UC-1 часів Першої світової війни

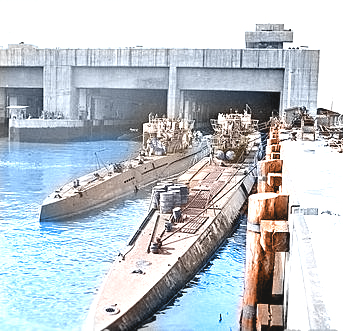
Підводні човни типу VII та типу IX часів Другої світової війни. Тронгейм. 19 травня 1945

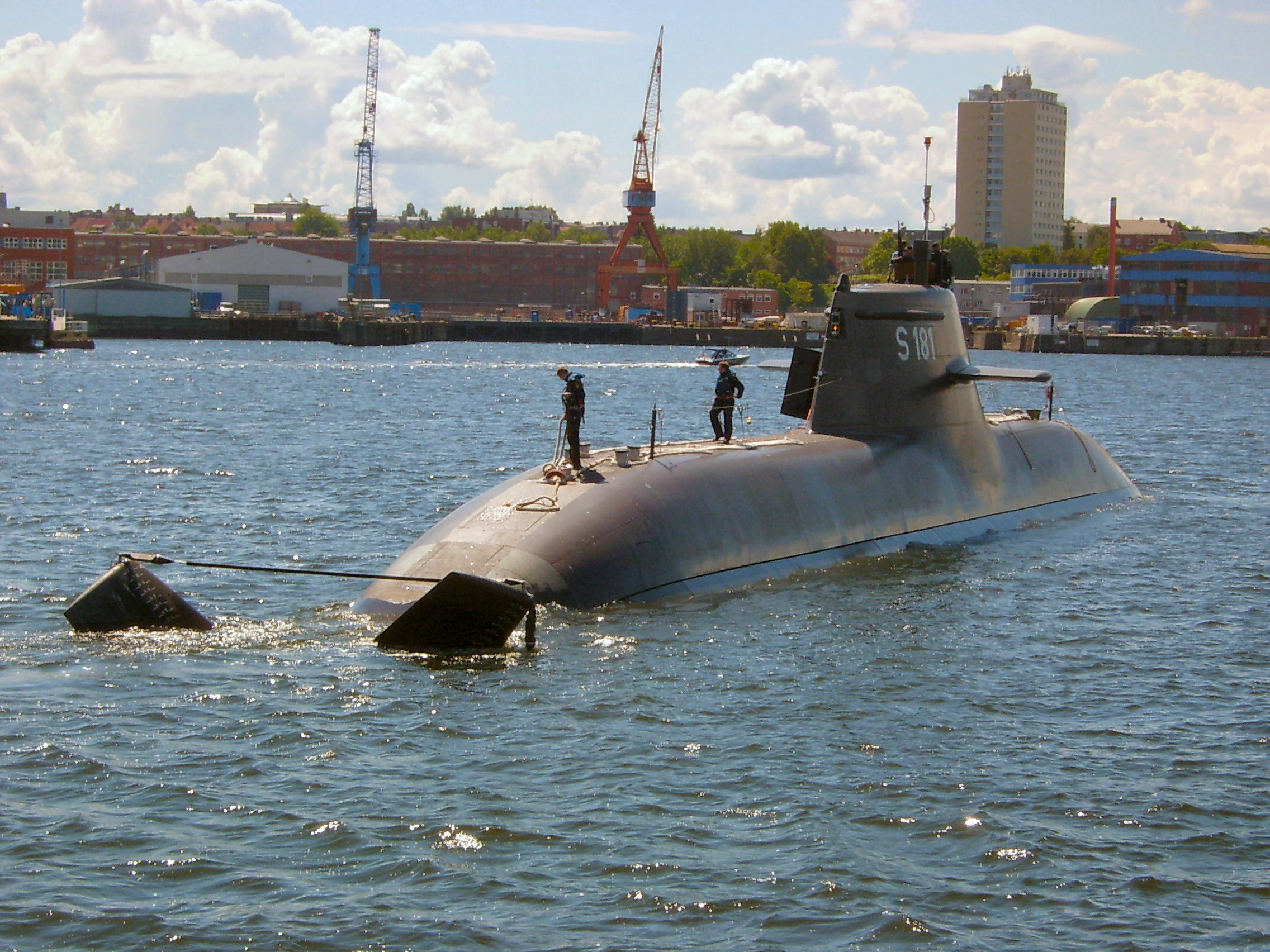
Сучасний німецький підводний човен класу 212 U-31 (S181)

U-Boot (нім. Unterseeboot) — узагальнена абревіатура німецьких підводних човнів, що знаходилися на озброєнні німецьких військово-морських сил:
- Кайзерліхмаріне — за часів Першої світової війни;
- Рейхсмаріне — після Першої світової війни;
- Крігсмаріне — за часів Другої світової війни;
- Бундесмаріне — після Другої світової війни до сьогодення.

Хоча відповідно до військово-морської теорії цей різновид бойових кораблів мав бути використаний у боротьбі з військово-морськими силами противника, на практиці U-Boot у переважній більшості прославилися за свою ефективність в економічній війні (рейдерство, блокада узбережжя), в якій брали участь у роки Першої та Другої світових війн.